# Dia da Rússia
O Dia da Rússia (em russoː День России, Den' Rossii), chamado de Dia da adoção da declaração de soberania estatal da RSFSR (em russoː День принятия Декларации о государственном суверенитете РСФСР, Den' prinyatia Declaratsii o gosudarstvennom suvernitete RSFSR) antes de 2002, é um feriado nacional da Rússia celebrado no dia 12 de junho de cada ano. A data comemora a adoção da declaração de soberania estatal da República Socialista Federativa Soviética da Rússia no dia 12 de junho de 1990. O Dia da Rússia é o sucessor do Dia da Revolução de Outubro, um antigo feriado nacional da União Soviética.

## História
Com a criação do cargo de Presidente da Federação Russa e a adoção da nova Constituição Russa para refletir a nova realidade política, a bandeira nacional, o hino e o emblema da Federação Russa foram marcos importantes na consolidação do estado russo. O novo nome do país, Federação Russa, foi adotado em 25 de dezembro de 1991. Em 1992, o Soviete Supremo da Rússia proclamou o dia 12 de junho como feriado nacional. Por decreto presidencial de 2 de junho de 1994, a data foi novamente proclamada feriado nacional da Rússia. Sob um decreto presidencial subsequente em 16 de junho de 1998, o feriado foi oficialmente chamado de "Dia da Rússia". Em 2002, o novo Código do Trabalho deu seu selo oficial a este título.

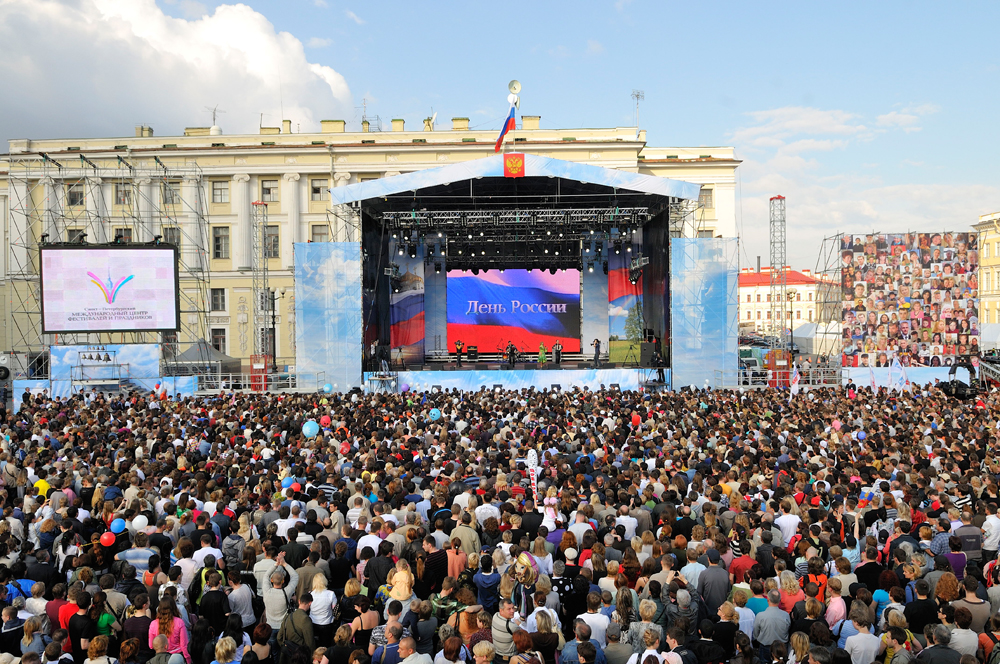
Celebrações do Dia da Rússia em São Petersburgo, em 2007.

As atitudes da Rússia em relação a este feriado são ambivalentes. Segundo o Fundo "Opinião Pública", 12 de junho é considerado feriado por 45% dos russos. Vale ressaltar que o número de cidadãos que percebem esse dia como feriado aumentou substancialmente ao longo do tempo. Por exemplo, em 2005, apenas 15% dos russos o consideraram feriado e 29% em 2014. Ao mesmo tempo, o número de pessoas que recebem folga do trabalho diminuiu: em 2005, o número era de 73%, em 2014 era de 60% e em 2015 havia caído para 42%.
Em 2019, a autoproclamada República Popular de Donetsk proclamou o Dia da Rússia como um "feriado de Estado".

## Costumes
As pessoas podem assistir a shows e fogos de artifício que acontecem em muitas cidades do país. Escritores russos proeminentes, cientistas e trabalhadores humanitários recebem prêmios estatais do presidente da Rússia neste dia. A maioria dos escritórios e escolas públicas é fechada em 12 de junho. Se o dia cair em um fim de semana, o feriado muda para a segunda-feira seguinte.
No entanto, muitos russos veem o Dia da Rússia apenas como um dia de folga. Ao comemorar a dissolução da União Soviética, traz de volta lembranças amargas para alguns. Isso ocorre porque a dissolução levou a grave desemprego, alto crime e pobreza na Rússia e em outras ex-repúblicas soviéticas.
Em 2002, cerca de 5000 representantes de todo o país participaram do concurso de Tverskaya Zastava até a Praça Manezh. O destaque do dia da Rússia em 2003 foi o show aéreo, que incluiu equipes acrobáticas "Russian Knights" e "Swifts". Os aviões Sukhoi e MiG deixaram uma trilha formando a bandeira russa. Em 12 de junho de 2004, na Praça Vermelha, foi realizado um desfile militar histórico. Seus membros, soldados do exército russo e representantes de 89 regiões, vestidos com trajes nacionais, apresentaram ao público os marcos mais significativos da história da Rússia. Em 2007, celebrações ocorreram em centenas de cidades. Por exemplo, em Krasnoiarsk, milhares de pessoas vestidas de branco, azul e vermelho formaram um tricolor com mais de um quilômetro de comprimento.
O Dia da Rússia em 2008 foi comemorado por três dias, de 11 a 14 de junho. Em Tomsk, um "Carnaval de Madeira" exibia um enorme rublo russo de madeira, cem vezes o tamanho da moeda. Em Samara, os entusiastas reconstruíram as forças de Minin e Pojarski em 1612 com a guerra polaco-moscovita. Em Moscou, o feriado incluiu um concerto de três horas e concluiu um concurso de seis meses sobre as "Sete Maravilhas da Rússia". Na Praça Vermelha, houve 20 linhas de pirotecnia de palco, canhão de confete nas cores da bandeira russa e 100 armas.
Em 2009, os moradores de Volgogrado formaram um mapa do país cobrindo 127 metros quadrados. Em Sebastopol, os jovens passaram pelo centro da cidade carregando uma bandeira de 30 metros da Rússia. Em Moscou, na Praça da Revolução, naquele dia, uma boneca Khokhloma de dois metros foi pintada. Pela primeira vez na torre Ostankino, a bandeira de estado foi exibida.

## Nome
Muitos russos pensam que este feriado é o Dia da Independência da Rússia, mas o feriado nunca teve esse nome em documentos oficiais. De acordo com a pesquisa do Centro Levada em maio de 2003, 65% dos entrevistados nomearam o feriado como o Dia da Independência da Rússia.